# Hermann-Gebauer-Weg 3

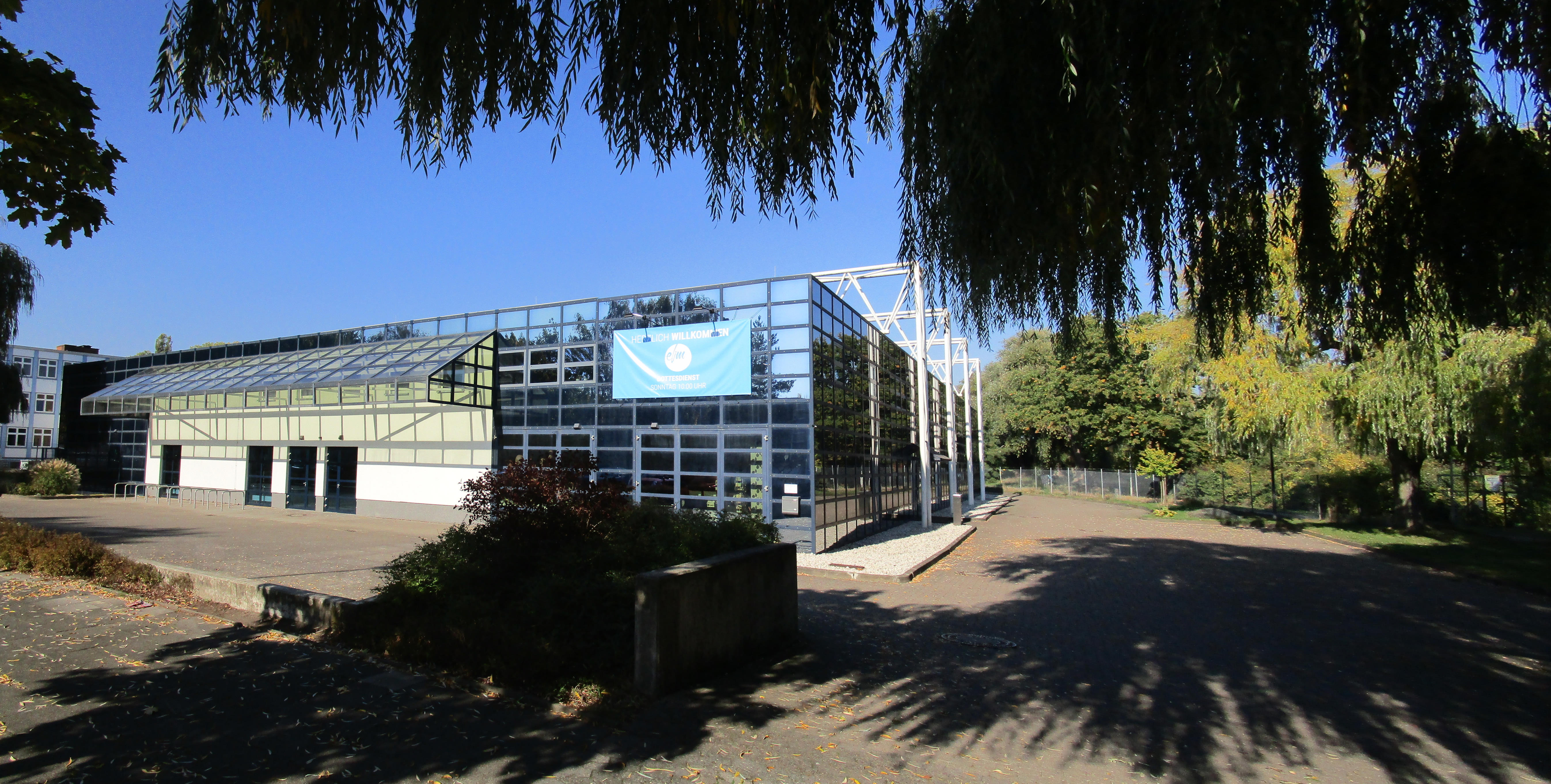
Gebäudeansicht hinter Zweigen und Schattenwurf einer Silberweide

Hermann-Gebauer-Weg 3 lautet die Anschrift der ehemaligen Großwäscherei Boco in Hannover, Stadtteil List. Das markante, 1983 von der Architektengemeinschaft Schuwirth, Erman & Partner realisierte Gebäude fand Aufnahme in dem anlässlich der Expo 2000 im Dietrich Reimer Verlag erschienenen Architekturführer Hannover. Die High-Tech-Architektur galt damals als eines der in der niedersächsischen Landeshauptstadt eher seltenen Beispiele für Industriebauten in gelungener „Verbindung von Ästhetik und Funktionalität.“

## Geschichte und Beschreibung

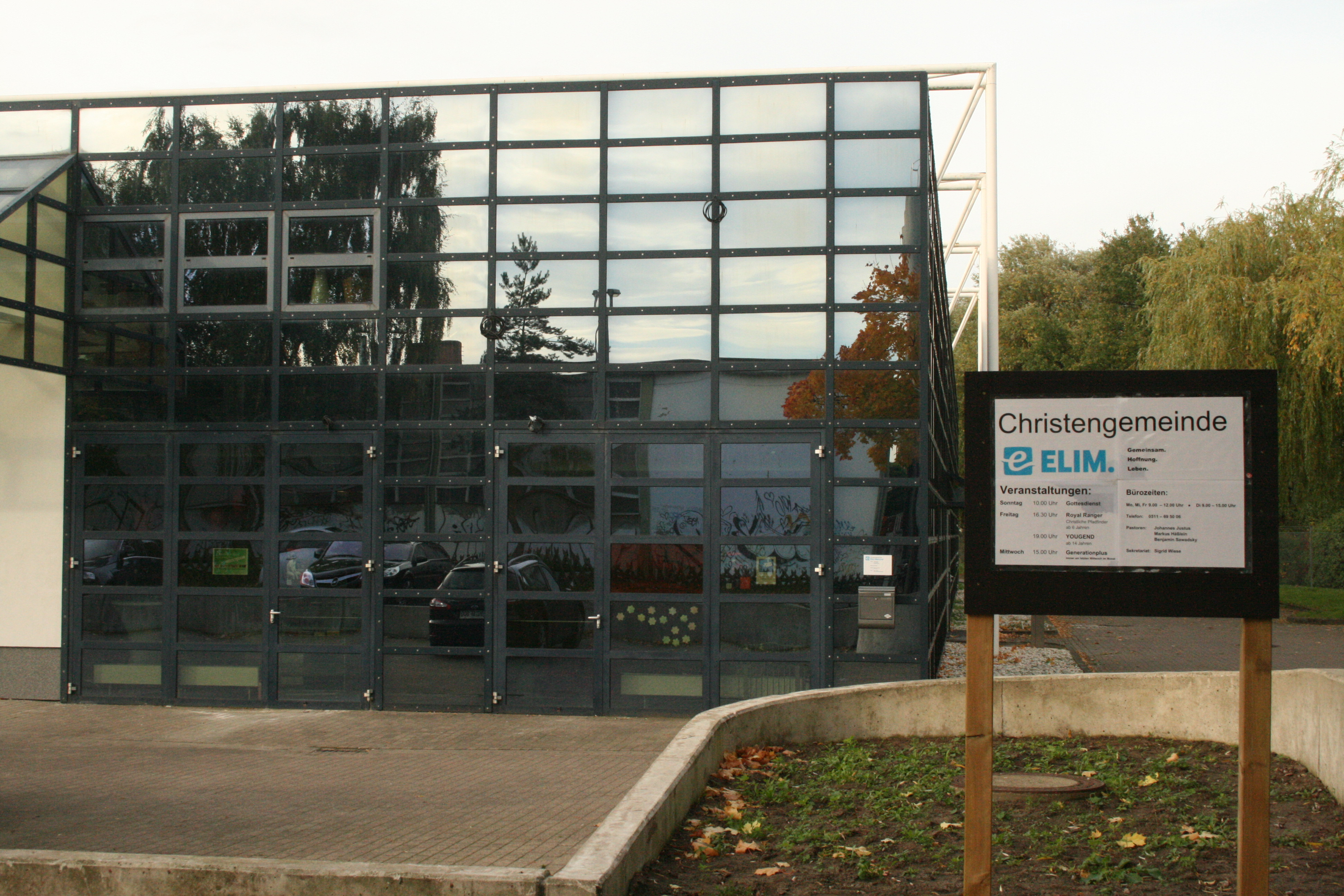
Gliederung der vollverspiegelten Fassade durch „kräftigte Rasterung der Pressverglasung“

Das Bauwerk wurde Anfang der 1980er Jahre für die Großwäscherei Boco errichtet. Die Anschrift der Firma, die zur Unternehmensgruppe MEWA zählte, lautete anfangs noch auf die Straße Mengendamm, die an diesem Straßenabschnitt erst später nach dem MEWA-Firmengründer Hermann Gebauer umbenannt wurde. Bauherr war die ab 1949 aus der in Hamburg ansässigen Firma Burmeister, Oszmer & Co. hervorgegangene und auf das Leasing von Berufskleidung und Wäsche sowie nachgeordneten Dienstleistungen spezialisierte boco Wäsche-Dienst Horst Sieber GmbH, die ihren Sitz dann aus der Seilerstraße in der Südstadt von Hannover anschließend an den Mengendamm 19 verlegte.

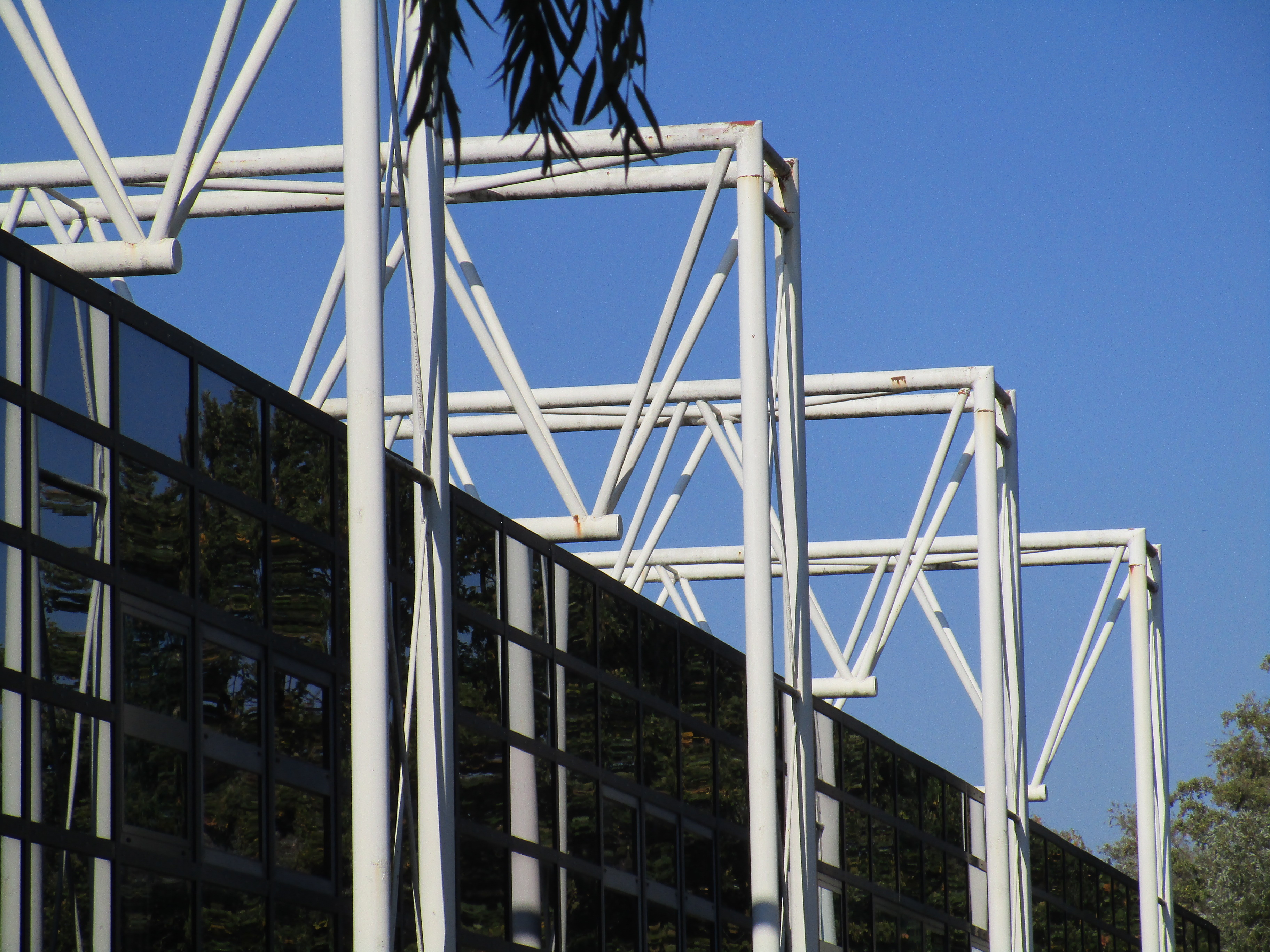
Doppelte Stahlrundstützen mit weißen Stahlrohr-Dreigurtbindern aus außenliegendes Tragwerk

Für die Textilwäscherei wurde ein nüchterner, breitgelagerter Kubus entworfen mit teilweise außen liegendem Tragwerk. Dieses besteht aus vier auffälligen weißen Rahmen aus doppelten Stahlrundstützen sowie weißen Stahlrohr-Dreigurtbindern, die eine abgehängte und ansonsten stützenfreie Hallenkonstruktion überspannen.
Die vollverspiegelte Fassade wurde durch eine „kräftigte Rasterung der Pressverglasung gegliedert.“
In das Zentrum des Bauwerks wurde eine eingeschossige Waschhalle gelegt, die an drei Seiten von zweigeschossigen Nebenräumen umrahmt wurde.

## Christengemeinde Elim
Später wurde das Bauwerk zu religiösen Zwecken umgenutzt und dient heute als Sitz der zu den evangelischen Freikirchen zählenden Christengemeinde Elim.